# Bank Charter Act
Le Bank Charter Act est une loi britannique très importante dans l'histoire bancaire mondiale, régulant l'activité bancaire en Angleterre dans la première moitié du XIXe siècle. Elle se décline en trois versions successives, 1826, 1833 et 1844, visant toutes les trois à limiter l'impact des crises bancaires et autres paniques financières.

## 1826, pour des banques mieux capitalisées, après les faillites de 1825
Le Bank Charter Act de 1826, votée après la Crise boursière de 1825, est une réforme de la Banque d’Angleterre qui lui accorde le monopole d'émission des billets de banque et le droit d'ouvrir des succursales dans les régions. Elle assouplit la législation de 1709 en accordant le droit d'émettre des billets aux banques qui comptent plus de six associés et sont situés à plus de Londres. 
La loi légalise aussi la création de banques par actions, assez capitalisées pour faire du crédit à grande échelle, qui incite les banques des provinces du Nord de l'Angleterre, alors en pleine croissance économique grâce aux premiers entrepreneurs du coton britannique à lever du capital à la bourse de Londres, engendrant un boom bancaire. Cette première version faisait suite à une série de faillites problématiques de banques familiales à capitaux privés.

## La«bankmania»et les années de croissance qui suivent la réforme de 1833
Le Bank Charter Act de 1833 affine et développe celui de 1826, en allant dans le même sens, le législateur souhaitant en plus prendre en compte l'émergence rapide de nouveaux établissements. La réglementation rend ces banques plus sûres, moins risquées pour les épargnants et les déposants, et permet, par l'appel aux capitaux boursiers, de générer plus de concurrence.
En 1832, le parlement forme un comité pour étudier les modalités de la réforme. La loi de 1833 supprime le plafond de 5̤ pour cent sur les crédits à court terme et l'escompte et donne le pouvoir à la Banque d'Angleterre de fixer le taux maximum, ce qui lui donne un pouvoir nouveau de politique monétaireː si la confiance dans les billets de banque s'évanouit au profit de l'or, elle peut élever ce taux pour ramener les capitaux en fuite. Horsely Palmer, gouverneur de la Banque d'Angleterre formule le principe que les réserves obligatoires des banques peuvent être constituées aux deux tiers de titres financiers et plus seulement d'or. Il s'agit alors de pallier la pénurie d'or. La loi oblige par ailleurs la Banque d'Angleterre à publier chaque mois ses statistiques d'émission dans la London Gazette.
La nouvelle version de la loi déclenche une « bankmania », avec de très nombreuses introductions en bourse de banques capitalisées sous forme de sociétés par action : on en dénombre trente dans les trois années qui suivent, puis 59 l'année suivante, en 1836.  Ce sont autant d'années de croissance, en particulier dans les activités spéculatives, comme le montre l'histoire de la culture du coton. La capitale du coton mondial, Liverpool, voit se former 39 sociétés par actions ayant une activité bancaire ou proche entre janvier et avril 1836, pour un capital de plus de 5 millions de sterling. Soixante autres se présentent dans les six semaines précédent le 1er juin, et le capital levé dépasse 15 millions de sterling pour le seul mois de mai.

## La dernière version, en 1844
En 1844, sous l'impulsion de Robert Peel, c'est un coup de barre dans l'autre sens, pour tenter de limiter la forte croissance de la masse monétaire permise par la multiplication des banques dans les années 1830. Sous l'inspiration de l'école de pensée de la Currency school, qui affirme que pour éviter toute inflation l'émission de billets de banque doit être proportionnelle à la quantité d'or détenue, le Bank Charter Act impose le currency principle au Royaume-Uni, confie un monopole d'émission des billets à la banque d'Angleterre, et l'oblige à détenir des réserves en or égales à 100 % des billets émis. C'est le triomphe de l'étalon-or. Par ailleurs, le rôle de la Banque centrale est renforcé: plus aucune autre banque n'a le droit d'émettre des billets.
Le gouvernement conservait cependant le pouvoir de suspendre l'application de cette loi en cas de crise, et de fait cela se produira plusieurs fois, en 1847, 1857 et 1866 (durant la crise due à la faillite de la compagnie Overend Gurney).
Cette troisième version de la loi aura pour effet de créer une forte demande de métaux précieux, or et argent, puis surtout l'or, à partir de 1848, lorsque la plus grande abondance d'argent aura pour effet de le dévaloriser par rapport à l'or. Conséquence directe, une série de ruées vers l'or, la première en Russie, qui culmine en 1847, puis la ruée vers l'or en Californie de 1848 et ensuite celle qui se produit en 1851, en Australie, la ruée vers l'or au Victoria.